# Philipp Schmitt
Philipp Johann Adolf Schmitt (Bad Kissingen, 20 november 1902 – Hoboken (Antwerpen), 8 augustus 1950) was een Duitse oorlogsmisdadiger en kampcommandant van het Fort van Breendonk. Hij was de laatste persoon en enige Duitse oorlogsmisdadiger die in België werd geëxecuteerd.

## Levensloop
Schmitt werd geboren in Bad Kissingen in een burgerlijk gezin. Na zijn middelbare school werd hij leerling-bankbediende. In 1919 sloot hij zich aan bij een Beiers vrijkorps, waar zijn rechts-radicale standpunten vorm kregen. Hij was lid van de Bund Oberland tussen 1922 en 1923 en tussen 1925 en 1930. Bund Oberland was een van de rechts-extremistische groepen die onder andere heeft deelgenomen aan de mislukte Bierkellerputsch van Hitler op 9 november 1923. Schmitt werd in die periode driemaal veroordeeld wegens toebrengen van slagen. Hij werd hierna hier en daar kort tewerkgesteld, maar kon geen enkele baan lang behouden.
Hij werd lid van de nazipartij NSDAP in september 1925 maar betaalde geen bijdrage meer in augustus 1926. Schmitt werd opnieuw lid van de partij en tegelijk lid van de knokploeg SA. Eind maart 1932 sloot hij zich aan bij de SS (lidnummer: 44.291). Zijn "voorbeeldig" gedrag binnen de organisatie bleef niet onopgemerkt en in september 1935 was hij reeds bevorderd tot SS-Untersturmführer en in september 1936 tot SS-Obersturmführer. In 1936 werd hij overgeplaatst naar het SD-Hauptamt (Sicherheitsdienst-Hauptamt), de inlichtingendienst van de partij, in Berlijn. Hij werd er afdelingsleider en kreeg op 20 april 1938 bevordering tot SS-Hauptsturmführer. Zijn voornaamste taak bestond uit het opstellen van politieke rapporten.
Kort voor het uitbreken van de Tweede Wereldoorlog werd hij overgeplaatst naar Wiesbaden. Hij was er verantwoordelijk voor de handhaving van de orde bij de wegenwerken van de Organisation Todt. 

## Oorlog - Oorlogsmisdadiger
Kort na de verovering van België werd hij op 1 augustus 1940 benoemd tot SS-Sturmbannführer bij de SD (Sicherheitsdienst) in Brussel. Hij kreeg nog dezelfde maand de opdracht het Fort van Breendonk in te richten als kamp.
Hij bleef commandant van het kamp tot november 1943. Hij oefende er een streng regime uit op de gevangenen. Dit was zo erg dat hij (volgens niet altijd betrouwbare naoorlogse verklaringen) zelfs gemeden werd door zijn collega's wanneer hij op werkbezoek kwam in Brussel. Hij was ook ervoor berucht zijn Duitse herder los te laten op de gevangenen. Zelf pleegde hij maar zelden persoonlijk geweld, tenzij in een van zijn vele dronken buien, maar liet dit uitvoeren door zijn hond Lump en vooral door zijn assistent SS-Untersturmführer Arthur Prauss.
Toen de Dossin-kazerne te Mechelen ingericht werd als SS Judensammellager Mecheln (verzamelkamp voor de joden), werd Schmitt in juli 1942 ook aangesteld als commandant van dit kamp. Vanuit dit kamp werden meer dan 25.000 mensen, voornamelijk Joden, naar het vernietigingskamp van Auschwitz gedeporteerd.  Omdat hij een dertigtal Joden vanuit het Dossinkazerne niet kon deporteren omdat zij gehuwd waren met een Belgische vrouw, plaatste hij hen in Breendonk. Negen van hen werden in de daaropvolgende maanden op gruwelijke wijze vermoord. Hij werd in april 1943 afgezet in deze functie omdat hij, als SS-officier, een clandestien handeltje had opgezet met joden. Hij kreeg hiervoor zelfs een scherpe berisping van SS-generaal Ernst Kaltenbrunner, hoofd van het RHSA (de binnenlandse veiligheidsdienst). Zijn vrouw, Ilse Birkholz, schiep er plezier in de naakte gevangenen gade te slaan bij het douchen of bij de gezamenlijke ontlasting boven de grote ton. Ze werd na de oorlog echter niet beschuldigd van misdaden.
Schmitt werd in november 1943 ten slotte afgezet als kampcommandant door zijn overste Ernst Ehlers, en werd opgevolgd door Karl Schönwetter.
Na een kortstondig ziekteverlof in Willebroek werd hij in Denemarken ingezet bij een undercover-antiterreureenheid, de Aarhus-division van de 'Peter-Gruppe'. Hij was betrokken bij vier moorden op Deense verzetslieden. Ondertussen werkte zijn vrouw bij de Berlijnse Gestapo. Bij latere gevechten werd Schmitt nog aan het been gewond door Amerikaanse artillerievuur bij gevechten nabij Roermond.
Schmitt werd in mei 1945 gearresteerd in Nederland. In de gevangenis van Rotterdam werd hij herkend door Paul Lévy, een voormalige gevangene van Breendonk. Op 20 november 1945 werd hij overgebracht naar België en gevangen gezet in het kamp waarvan hij zelf de leiding had gehad.
Op de krijgsraad van Antwerpen (militaire rechtbank) werden hem, naast vele andere misdrijven, 83 moorden ten laste gelegd. Hoewel hij zelf niemand persoonlijk had gedood, werd hij als kampleider verantwoordelijk gesteld voor de doden in zijn kamp. De krijgsraad ging van start op 2 augustus 1949. Op 25 november 1949 werd het vonnis uitgesproken en werd hij ter dood veroordeeld. De reden dat het proces zo lang op zich had laten wachten, was dat de Belgische wet aanvankelijk het berechten van Duitse militairen niet toestond. Het vonnis werd in beroep bevestigd. Een genadeverzoek werd afgewezen.
Het doodvonnis werd voltrokken voor het vuurpeloton van Belgische rijkswachters om zes uur 's morgens op 8 augustus 1950 in de voormalige militaire bakkerij in Antwerpen-Kiel ("Den Tir").
Schmitt was de enige Duitse nazi die na de Tweede Wereldoorlog wegens oorlogsmisdaden in België werd geëxecuteerd. Hij was tevens de laatste terdoodveroordeelde in België die werd geëxecuteerd. In 1996 werd de doodstraf afgeschaft.

## Militaire loopbaan
- Leutnant der Reserve:[2]
- SS-Untersturmführer: 15 september 1935[3]
- SS-Obersturmführer: 13 september 1936[3]
- SS-Hauptsturmführer: 20 april 1938
- SS-Sturmbannführer: 1 augustus 1940[4]
- Oorlogsmidadiger: Ter dood veroordeeld - Geëxecuteerd.

## Registratienummers
- NSDAP-nr.: 19 192[3] (lid september 1925)
- SS-nr.: 44 291[3] (lid 1932)

## Decoraties
- Ehrendegen des Reichsführers-SS[4]
- SS-Ehrenring[3]